# Corynoptera saetistyla
Corynoptera saetistyla är en tvåvingeart som beskrevs av Werner Mohrig och Nina Krivosheina 1985. Corynoptera saetistyla ingår i släktet Corynoptera och familjen sorgmyggor. Arten är reproducerande i Sverige. Inga underarter finns listade i Catalogue of Life.